# 张梦儿
张梦儿（1987年4月22日—），中国大陆演員，江苏南京人。自出道以来就是一名戏剧演员，因在荷里活漫威电影宇宙电影《尚气与十环传奇》（2021年）中饰演徐夏灵声名鹊起。

## 早期生活
张梦儿出生于演员和舞台设计师之家。2009年毕业于南京艺术学院，获学士学位，其后负笈埃塞克斯的东15表演学校和莫斯科的俄罗斯戏剧艺术学院。

## 职业生涯
2009年，张梦儿参加《快樂女聲》海选，进入全国20强。之后跟随母亲的行业，成为演员，在南京和上海出演舞台剧和音乐剧作。2013年，在改编自韩国音乐剧《尋找金鐘旭》的《寻找初恋》中扮演女主角骆颜。 2017年，她在音乐剧《黎明之街》中国版中饰演仲系秋叶，在《雾都孤儿》饰演机灵鬼（Artful Dodger）。2019年，在第13届大邱国际音乐剧节上，张梦儿凭音乐剧《马不停蹄的忧伤》被提名最佳女主角奖。
2021年，张梦儿在荷里活电影《尚气与十环传奇》里饰演主角的妹妹徐夏灵，是她的首部长片作品和美國電影作品。此前她曾参与一未定名项目的选角，这个女性角色需要演员能说流利的中文和英文。加入《尚气》剧组后，她接受了武术特技训练。拍摄过程中，她向配角本·金斯利和导演德斯汀·丹尼爾·克雷頓了解戏剧表演和电影表演之间的区别。

## 个人生活
在拍摄《尚气与十环传奇》时，张梦儿认识了担任该片武术指导Yung Lee。两人于2021年5月10日在迪士尼乐园结婚。

## 影视作品

### 電影
| 年份 | 標題               | 角色       | 附註   |
| ---- | ------------------ | ---------- | ------ |
| 2021 | 《尚氣與十環傳奇》 | 徐夏靈（Xu Xialing） | [ 13 ] |

### 電視
| 年份 | 標題                  | 角色       | 附註                             |
| ---- | --------------------- | ---------- | -------------------------------- |
| 2024 | 《無限可能：假如…？》 | 徐夏靈（Xu Xialing） | 配音；單集：〈What if... 1872?〉 |

### 舞台劇/音樂劇
| 年份 | 標題                 | 角色                    | 附註                                   |
| ---- | -------------------- | ----------------------- | -------------------------------------- |
| 2013 | 《寻找初恋》         | 骆颜                    | [ 5 ]                                  |
| 2014 | 《爱德华的奇妙之旅》 |                         | [ 14 ]                                 |
| 2016 | 《月亮和六便士》     |                         | [ 15 ]                                 |
| 2017 | 《黎明之街》         | 仲系 秋叶               | [ 16 ]                                 |
| 2017 | 《雾都孤儿》         | 机灵鬼（Artful Dodger） | [ 4 ] [ 7 ]                            |
| 2019 | 《马不停蹄的忧伤》   | 林宝笙                  | 第13届大邱国际音乐剧节最佳女主角奖提名 |